# Casimiro I el Restaurador
Casimiro I el Restaurador (en polaco: Kazimierz I Odnowiciel) (Cracovia, 25 de julio de 1016-Poznań, 28 de noviembre de 1058) de la dinastía de los Piastas, hijo de Miecislao II y de Richeza de Lotaringia o Rixa, hija Ezzo de Lotaringia, Conde palatino del Rin. Reinó como duque de Polonia de 1034 a 1058.

## Biografía

Conquistas de Casimiro.

Casimiro comenzó a reinar en 1034 bajo la regencia de su madre, pero la turbulenta nobleza polaca se negó a obedecer a la regente y madre e hijo tuvieron que abandonar el reino, que quedó entregado a la mayor anarquía y fue invadido por los bohemios de Bretislao.
Se anexionó Silesia en (1039). En el año 1040, con el auxilio del emperador, Casimiro I restableció su autoridad en Polonia y se impuso a los nobles, así como en Mazovia (1047) y Pomerania (1048). Luchó contra el paganismo y desarrolló la instrucción y consolidó el cristianismo.
Casado con María Dobroniega de Kiev, hermana del gran príncipe Yaroslav I el Sabio, tuvo con ella cinco hijos:
- Boleslao (1043- c. 1081), que le sucedería como Boleslao II "el Temerario".
- Vladislao (1044-1102)
- Miecislao (1045-1065)
- Otto (c. 1046-1048)
- Svatava (c. 1048-1126), casada con Bratislao II de Bohemia.

Falleció en 1058, siendo rechazado por la crítica que en ese momento fuese monje de la abadía de Cluny.